# Lee Howarth
Lee Howarth (sinh ngày 3 tháng 1 năm 1968) là một cựu cầu thủ bóng đá người Anh thi đấu ở Football League cho Barnet, Mansfield Town và Peterborough United.